# Desmontando a Lucía
Desmontando a Lucía es una película española independiente de comedia negra y thriller de 2024, escrita, dirigida y coeditada por Alberto Utrera. Está protagonizada por Susana Abaitua, Hugo Silva y Julian Villagrán. Se estrenó en cines españoles el 29 de noviembre de 2024, con distribución de Tripictures.

## Reparto
- Susana Abaitua como Lucía
- Hugo Silva como Simón
- Julian Villagrán como Óliver
- Rodrigo Poisón[3]
- Álvaro Lafora como Héctor[4]
- Emy Cazorla como Yaiza

## Producción
El 29 de septiembre de 2023, se anunció que el rodaje de la película Desmontando a Lucía había comenzado en Madrid bajo la dirección de Alberto Utrera, con Susana Abaitua, Hugo Silva y Julian Villagrán como protagonistas. Además de Madrid, el rodaje también se llevó a cabo en Las Palmas de Gran Canaria. El 2 de noviembre de 2024, se anunció que el rodaje de la película había concluido después de seis semanas.

## Lanzamiento y marketing
El 23 de octubre de 2024, Tripictures lanzó el primer tráiler de la película y programó su estreno para el 29 de noviembre de 2024.